# Uptown Records (jazz)
Uptown Records is een Amerikaans platenlabel, dat jazz uitbrengt. Het label brengt zowel oude opnames als nieuwe jazzplaten uit. Uptown Records is gevestigd in Plattsburgh, New York.
Musici van wie muziek op het label uitkwam, zijn onder meer Grant Green, Hank Mobley, Dexter Gordon, Gigi Gryce, Charlie Christian, Carl Fontana, Kenny Dorham, Philly Joe Jones, Lucky Thompson, Charlie Parker, Dizzy Gillespie, Allen Eager, Charles Mingus, Lee Wiley, Coleman Hawkins, Dodo Marmarosa, Kenny Barron, Sonny Clark, Serge Chaloff, Chet Baker, Charlie Rouse, Pepper Adams en Tommy Flanagan.